# Coleophora centrota
Coleophora centrota é uma espécie de mariposa do gênero Coleophora pertencente à família Coleophoridae.